# بورجا لوپز
بورجا لوپز (انگلیسی: Borja López؛ زادهٔ ۲ فوریهٔ ۱۹۹۴) بازیکن فوتبال اهل اسپانیا است.
از باشگاه‌هایی که در آن بازی کرده‌است می‌توان به باشگاه فوتبال رایو وایکانو، باشگاه فوتبال هایدوک اسپلیت، باشگاه فوتبال اسپورتینگ خیخون، باشگاه فوتبال اروکا، باشگاه فوتبال دپورتیوو لاکرونیا، باشگاه فوتبال بارسلونا بی، و باشگاه فوتبال موناکو اشاره کرد.
وی همچنین در تیم‌های ملی فوتبال زیر ۱۸ سال اسپانیا، زیر ۱۹ سال اسپانیا، و زیر ۲۰ سال اسپانیا بازی کرده‌است.